# Placogorgia orientalis
Placogorgia orientalis är en korallart som beskrevs av Thomson och Henderson 1906. Placogorgia orientalis ingår i släktet Placogorgia och familjen Plexauridae. Inga underarter finns listade i Catalogue of Life.